# 3312 Pedersen
3312 Pedersen este un asteroid din centura principală, descoperit pe 24 septembrie 1984 de Karl Augustesen.